# Зелен ара
Зеленият ара (Ara militaris) е вид птица от семейство Папагалови (Psittacidae). Видът е световно застрашен, със статут Уязвим.

## Разпространение
Разпространен е в Аржентина, Боливия, Колумбия, Еквадор, Мексико, Перу и Венецуела.